# 사우스케스티븐

사우스케스티븐의 위치

사우스케스티븐(영어: South Kesteven)은 잉글랜드 링컨셔주에 위치한 비도시 자치구로 중심 도시는 그랜섬이며 인구는 137,981명(2014년 기준), 면적은 942.6km2이다.